# Skerðingur

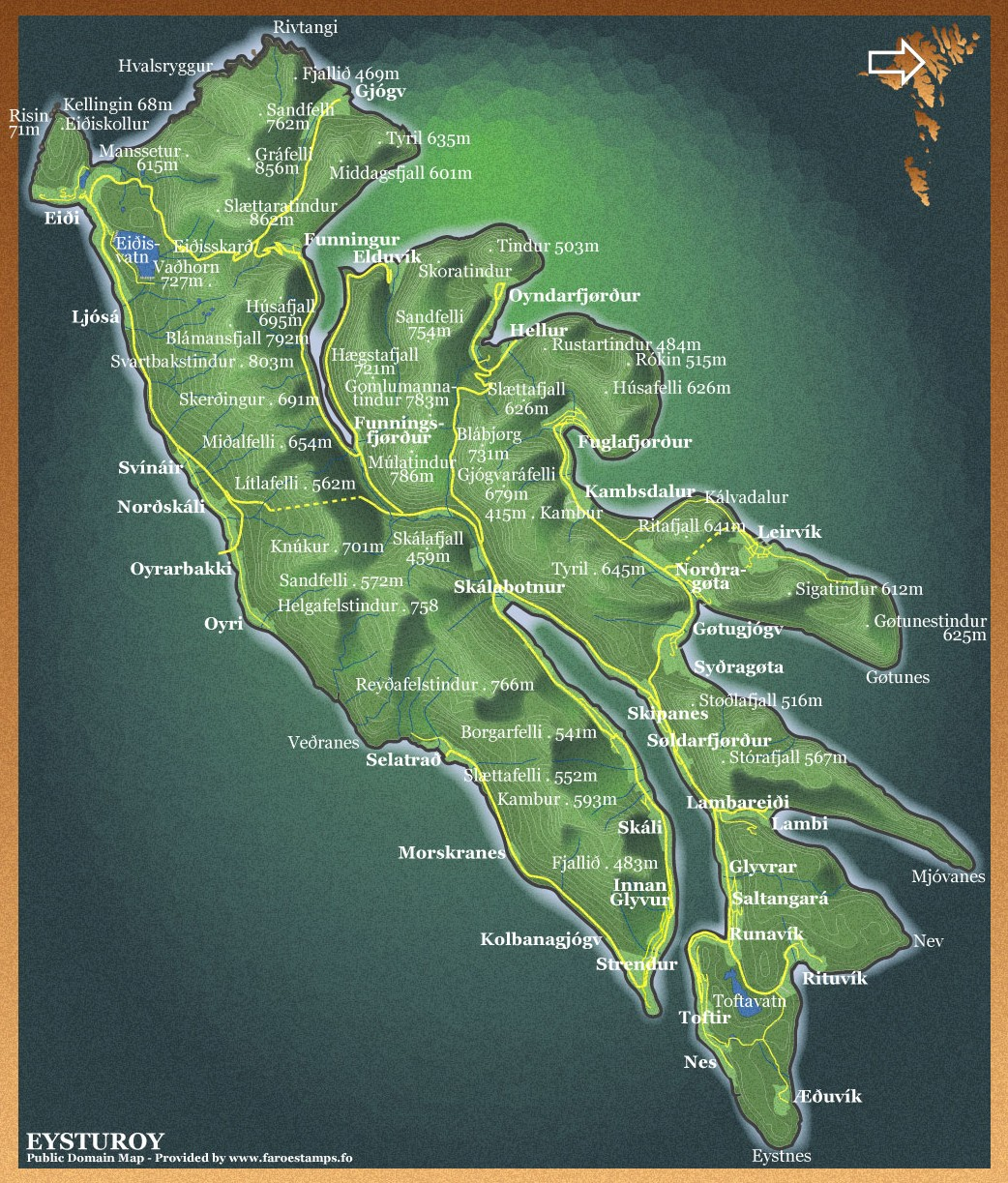
Karta över Eysturoy med Skerðingur utmärkt

Skerðingur är ett berg på ön Eysturoy i den norra delen av ögruppen Färöarna. Bergets högsta topp är 687 meter över havet vilket gör Skerðingur till den artonde högsta toppen på Eysturoy. Berget ligger på den norra delen av ön, nära Svartbakstindur (803 meter över havet).